# Hérita Ilunga
Hérita N'Kongolo Ilunga (Kinshasa, 25 febbraio 1982) è un ex calciatore della Repubblica Democratica del Congo, di ruolo difensore.

## Carriera

### Club

#### Inizi e Espanyol B
Nato nel 1982 a Kinshasa, nell'allora Zaire, Ilunga ti trasferisce giovanissimo in Francia, dove comincia a giocare a pallone a Sarcelles. A 13 anni viene prelevato dalle giovanili dell'Amiens e nel 1999 passa al Rennes.
Nel giugno 2002 si trasferisce a Barcellona, nelle file dell'Espanyol, dove in una sola stagione milita esclusivamente nell'Espanyol B, non riuscendo ad imporsi in prima squadra.

#### Saint-Étienne
Nel 2003 ritorna in Francia, al Saint-Étienne, fortemente voluto dall'allenatore Frédéric Antonetti, già scopritore di Michael Essien al Bastia, in cerca di laterali sinistri. Ilunga debutta così tra i professionisti il 2 agosto 2003 nel primo incontro della Ligue 2 2003-2004 perso 0-2 in casa dello Châteauroux. A fine annata è uno dei protagonisti della vittoria del campionato cadetto e della conseguente promozione dei Verts in Ligue 1, entrando pure nella squadra ideale della Ligue 2 agli Oscar del calcio francese del 2004.
Il 7 agosto 2004 esordisce nella massima serie francese durante la prima giornata della Ligue 1 2004-2005, nell'incontro casalingo perso 0-1 contro il Monaco. Un mese e mezzo dopo, il 22 settembre 2004, Ilunga segna la prima rete in assoluto col Saint-Étienne, siglando il primo gol nella vittoria casalinga per 3-1 contro l'Auxerre. A fine anno, il buon sesto posto in classifica vale ai Verts la qualificazione alla Coppa Intertoto.
La sua terza stagione in Francia è piuttosto tribolata, anche se alla fine la squadra riesce a raggiungere una tranquilla salvezza ed Ilunga ha modo di essere impiegato, oltre che nel consueto ruolo di terzino sinistro, sia come mediano che come centrale di difesa.
Al termine della Ligue 1 2006-2007 conclusa in nona posizione, il congolese lascia Saint-Étienne, dopo aver passato quattro stagioni da titolare ed aver collezionato 136 presenze in campionato.

#### Tolosa
Il 4 luglio 2007 il Saint-Étienne lo cede per due milioni di euro al Tolosa, squadra reduce dall'inaspettato terzo posto dell'annata precedente. Il 4 agosto 2007 scende per la prima volta in campo con la nuova maglia nella prima gara della Ligue 1 2007-2008, persa 1-3 in casa del Valenciennes. Il 28 agosto 2007 ha modo di debuttare in Champions League, nel ritorno del terzo turno eliminatorio perso 0-4 ad Anfield contro i vice-campioni d'Europa del Liverpool. Retrocessi in Coppa UEFA, i Violets non vanno oltre la fase a gironi. Complici gli impegni europei, il Tolosa in campionato non ripete i successi della stagione precedente ma anzi raggiunge la salvezza soltanto all'ultima giornata.

#### West Ham

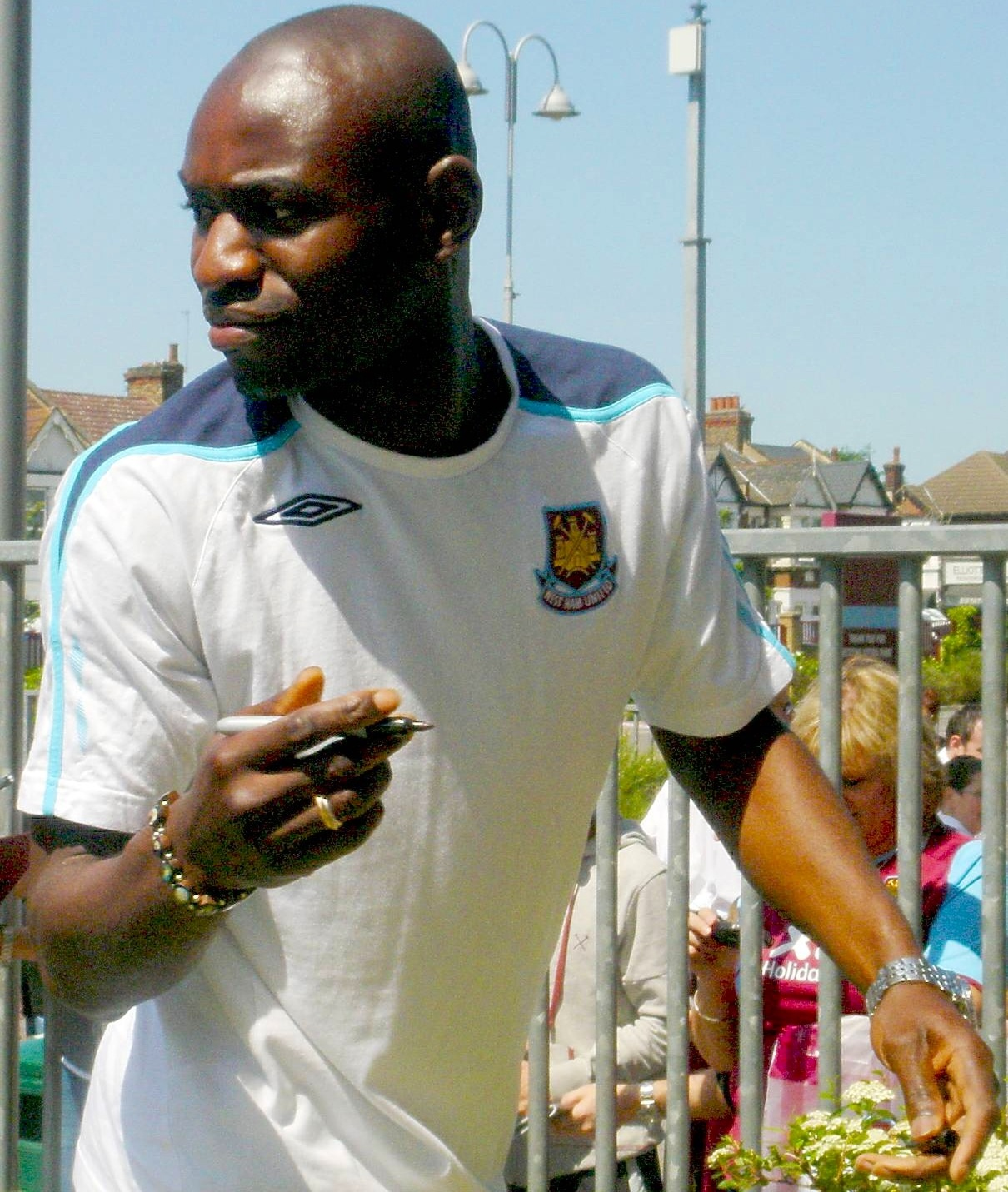
Ilunga firma autografi al West Ham

Dopo una stagione da titolare a Tolosa, al termine della finestra estiva del calciomercato 2008 Ilunga viene prestato al West Ham, con cui esordisce in Premier League il 13 settembre 2008 contro il West Bromwich.
Il 1º luglio 2009 la società londinese riscatta il giocatore per 3,5 milioni di euro. Costretto a saltare le prime cinque giornate della Premier League 2009-2010 per infortunio, Ilunga ritrova tuttavia il suo posto da terzino sinistro titolare fino a febbraio 2010, quando una contusione alla tibia lo costringe anzitempo a concludere la stagione.
Come la precedente, anche la stagione 2010-2011 è costellata di infortuni, tanto che il congolese scenderà in campo soltanto undici volte in campionato. L'annata è negativa pure per gli Hammers che, ultimi in classifica, retrocedono in Championship.

#### Doncaster
In seguito ai continui infortuni, il 4 ottobre 2011 il West Ham presta il laterale al Doncaster Rovers, club di seconda divisione inglese. Nel gennaio 2012, scaduto il contratto coi londinesi, Ilunga rimane a Doncaster fino al termine della stagione.

#### Ritorno al Rennes ed ultime esperienze
Dopo le esperienze inglesi, nel gennaio 2013 Ilunga fa ritorno al Rennes, squadra che lo ha cresciuto calcisticamente. Terminata la stagione, rimane svincolato.
Nel gennaio 2014 il congolese scende in terza serie francese, aggregandosi al Carquefou, prima di trasferirsi al Créteil-Lusitanos dove rimane fino al ritiro nel 2016 a 34 anni.

### Nazionale
Ilunga ha debuttato con la maglia della Nazionale congolese il 20 agosto 2003 in un'amichevole vinta 2-0 contro l'Angola. Il giocatore prende parte alle Coppe d'Africa 2004 e 2006 e segna il suo primo e unico gol coi Leopardi il 1º giugno 2008 al Cairo, nella sfida persa 1-2 contro l'Egitto valida per le qualificazioni al Mondiale 2010. Ha fatto parte del giro della nazionale fino al 2011.

## Palmarès
- Campionato francese di seconda divisione: 1

Saint-Étienne: 2003-2004